# Jüdischer Friedhof (Berwangen)

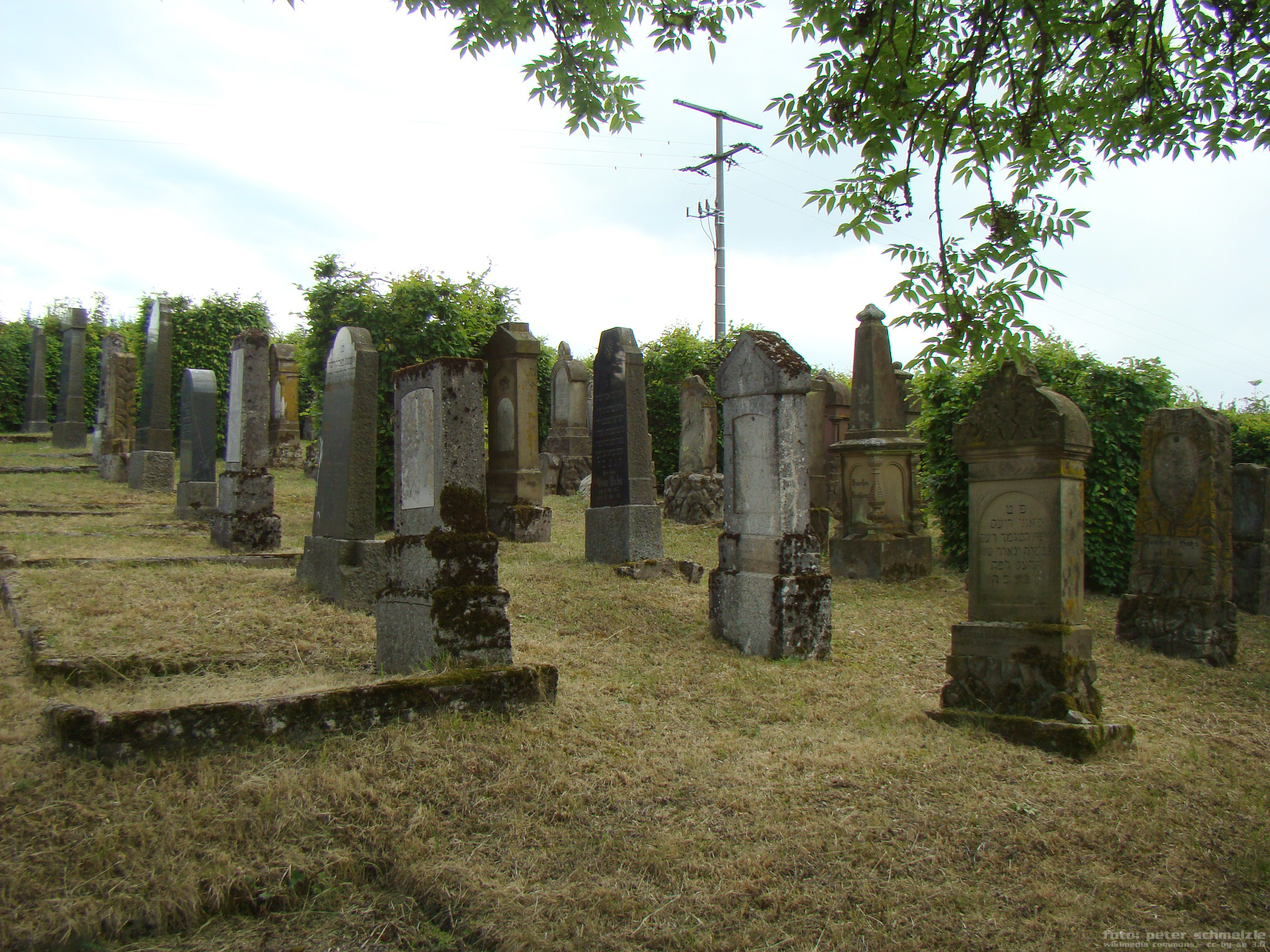
Jüdischer Friedhof in Berwangen

Der Jüdische Friedhof ist ein gut erhaltener Jüdischer Friedhof in Berwangen, einem Ortsteil von Kirchardt im Landkreis Heilbronn in Baden-Württemberg.
Die Jüdische Gemeinde Berwangen bestattete zuvor ihre Toten auf dem Jüdischen Friedhof Heinsheim oder dem Jüdischen Friedhof Waibstadt. Der Friedhof am Fürfelder Weg wurde Mitte des 19. Jahrhunderts angelegt, er ist circa 23 × 23 Meter groß und weist 101 Grabsteine auf. Der älteste ist von 1877, die letzte Beisetzung fand 1974 statt. Ein Gedenkstein erinnert an die Opfer der Verfolgung 1933–45.